# Mobile computing

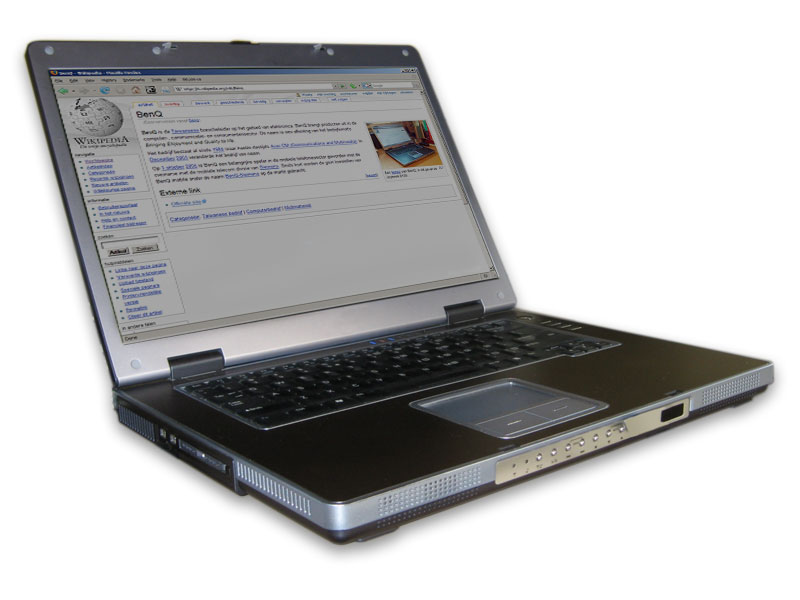
Un personal computer portatile

L'espressione mobile computing (traducibile in italiano come "calcolo mobile"), in informatica, designa in modo generico le tecnologie di elaborazione o accesso ai dati (anche via Internet) prive di vincoli sulla posizione fisica dell'utente o delle apparecchiature coinvolte.  L'espressione mobile computer ("computer mobile") viene talvolta usata per riferirsi alle apparecchiature utilizzate. 
La tecnologia dei computer mobili si distingue da quella dei computer portatili in quanto enfatizza la possibilità di usare il computer anche in movimento (per esempio in automobile).

## Storia
Le origini del mobile computing si possono ricondurre alla progressiva diffusione dei personal computer portatili, a sua volta legata ai progressi tecnologici che hanno consentito una progressiva riduzione delle dimensioni dei componenti hardware. La categoria dei portatili ha subito una rapida evoluzione negli ultimi decenni, dando origine a una ampia classe di categorie di computer a basso ingombro come laptop, notebook, tablet PC e così via, fino ai palmari. Contemporaneamente alla miniaturizzazione dei computer, altri dispositivi digitali di piccole dimensioni (come fotocamere digitali, lettori mp3, telefoni cellulari, navigatori GPS) hanno visto un accrescimento delle loro capacità di calcolo e delle loro possibilità di interconnessione, portando a un mercato in cui il confine fra computer e altri dispositivi è sempre più sfumato.
Contemporaneamente, il diffondersi delle tecnologie wireless per la connessione a Internet e in rete ha contribuito a facilitare l'uso di questi strumenti per la trasmissione e la ricezione dati. Questo nuovo scenario ha contribuito all'avvento di una nuova generazione di dispositivi di calcolo miniaturizzati che enfatizzano fortemente l'accesso alla rete, come i notebook e i MID (Mobile Internet Device).
Termini come pervasive computing o ubiquitous computing sono stati recentemente coniati per indicare la possibilità di accedere alla rete e a sistemi di memorizzazione ed elaborazione dati praticamente in tutti i contesti e attraverso una varietà di dispositivi.

## Applicazioni
Oltre a ridurre in generale i vincoli geografici nell'accesso a dati e programmi, consentendo quindi l'accesso ubiquo ad applicazioni tradizionali (front-end mobile), il mobile computing favorisce lo sviluppo di applicazioni specifiche. Il mobile commerce (applicazioni e-commerce accedute attraverso dispositivi mobili), per esempio, può usufruire di tecnologie come GPS e database cartografici per evolvere in location-based commerce, ovvero una forma di e-commerce basata sui seguenti principi:
- Ubicazione: possibilità di determinare la posizione di una persona o una cosa;
- Navigazione: possibilità di tracciare un percorso da una località a un'altra;
- Tracking: controllo dei movimenti di una persona o una cosa;
- Mapping: creazione di mappe di località geografiche specifiche;
- Timing: determinazione delle coordinate temporale di un determinato evento in una determinata località.

Un altro settore in cui si registra una forte evoluzione è il mobile health, ovvero le applicazioni del mobile computing alla medicina.

## Limitazioni del mobile computing
Il mobile computing è vincolato da una serie di problemi e limitazioni specifici:
- Scarsità di larghezza di banda: se l'utente deve poter accedere a una rete come Internet in movimento, deve ricorrere a sistemi wireless WAN lenti, destinati in primo luogo per l'uso dei telefono;
- Norme di sicurezza: quando si lavora con un sistema mobile si è dipendenti da reti pubbliche, che richiedono un attento uso di VPN;
- Consumo: dato che la rete elettrica non può essere utilizzata, i computer portatili richiedono batterie ricaribili a lunga durata, a parte alcune eccezioni (per esempio dispositivi per l'uso in automobile che possono essere alimentati attraverso l'accendisigari);
- Interferenze di trasmissione: le condizioni atmosferiche e la conformazione del territorio possono comportare problemi di ricezione e trasmissione, soprattutto in ambienti chiusi come gallerie ed edifici;
- Potenziali danni alla salute: i potenziali danni alla salute causati da radiazioni emesse da cellulari e reti wireless non sono ancora noti. Questi dispositivi possono interferire con i dispositivi medici sensibili.